# Olivier Krumbholz
Olivier Krumbholz (* 12. Juli 1958 in Longeville-lès-Metz) ist ein französischer Handballtrainer und ehemaliger Handballspieler.

## Karriere
Olivier Krumbholz spielte von 1976 bis 1986 beim französischen Verein Stade messin étudiants club (SMEC). Mit SMEC trat er in der Nationale 1A, der damals höchsten französischen Spielklasse, an. Zusätzlich bestritt er neun Länderspiele für die französische Nationalmannschaft.
Krumbholz trainierte zwischen 1986 und 1995 den französischen Frauen-Erstligisten ASPTT Metz. Metz gewann in diesem Zeitraum 1989, 1990, 1993, 1994 und 1995 die französische Meisterschaft sowie 1990 und 1994 den französischen Pokal. Ab dem Jahre 1992 trainierte er zusätzlich die französische Juniorinnen-Nationalmannschaft. Sechs Jahre später übernahm er das Traineramt der französischen Frauen-Nationalmannschaft. Unter seiner Leitung errang Frankreich 2003 die Goldmedaille bei der Weltmeisterschaft. Weitere Erfolge waren die Silbermedaillen bei der WM 1999, bei der WM 2009, bei der WM 2011 und bei der WM 2021 sowie die Bronzemedaillen bei der EM 2002 und bei der EM 2006. Nachdem Krumbholz 2013 entlassen worden war, übernahm er Anfang 2016 erneut dieses Amt. Seitdem gewann Frankreich die Silbermedaille bei den Olympischen Spielen 2016, die Bronzemedaille bei der EM 2016, die Goldmedaille bei der WM 2017, die Goldmedaille bei der EM 2018, die Silbermedaille bei der EM 2020, die Goldmedaille bei den Olympischen Spielen 2020, die Silbermedaille bei der WM 2021 sowie die Goldmedaille bei der WM 2023. Krumbholz legte nach den Olympischen Spielen 2024 in Paris sein Traineramt nieder.